# Tratado de Pontoise
El Tratado de Pontoise firmado el 24 de marzo de 1359 en Pontoise, fue un tratado establecido entre el delfín Carlos y el rey de Navarra Carlos II de Navarra, durante la Guerra de los Cien Años.

## Contexto histórico
Carlos II de Navarra era el nieto, por parte de su madre, del rey Luis X de Francia y I de Navarra, apodado el Hutin. La reina Juana II de Navarra había sido  apartada de la sucesión al trono de Francia a la muerte de su medio hermano, Juan I el Póstumo, por su tío Felipe V, hermano de Luis X, aplicando la ley sálica instituida en Francia que apartaba las mujeres de la sucesión al trono y con el objetivo de usurpar el poder real que debería haber recaido sobre su sobrina, la pariente más cercana del rey difunto. En Navarra, por contra, donde no imperaba la ley sálica, Juana fue reconocida como reina.

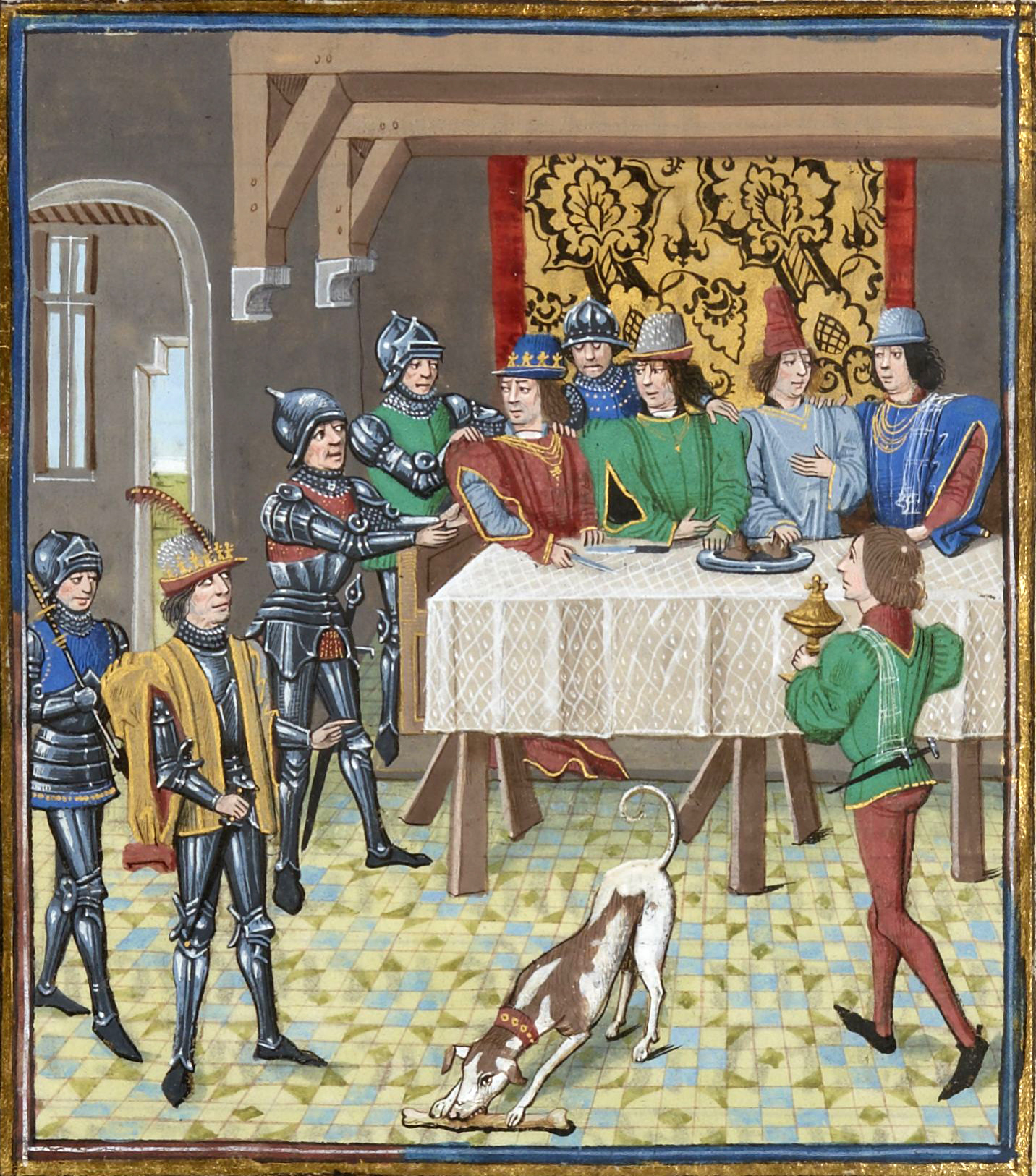
Arresto de Carlos de Navarra en el Castillo de Ruan.

Carlos II consideraba legítimas sus derechos al trono francés y nunca aceptó que le usurparan la corona de Francia. Tras las firmas del Tratado de Mantes (1354) y de Valognes (1355) la paz había durado poco y Carlos II, en medio del conflicto entre franceses e ingleses (Guerra de los Cien Años), sigue buscando la manera de sacar provecho e intrigando en la corte francesa. 

### Detenciones y ejecuciones
El 5 de abril de 1356, estando Carlos II cenando en Ruan con el delfín de Francia, el futuro Carlos V e hijo de Juan II fue detenido por el rey francés junto a varios caballeros. Se tenía noticia de un complot tramado por el rey navarro instigando al delfín a tomar el poder. La contundente intervención de Juan II se saldó con la ejecución sin juicio y por decapitación del conde de Harcourt, el señor de Graville, Maubué de Mainmares y Colinet Doublet, todos ellos acompañantes de Carlos II al que encerró en el castillo del Louvre, primero, y luego en Châtelet además de otras prisiones a las que, por seguridad, fue trasladando. El hecho, insólito en la época, se agravaba ante el temor por la vida de Carlos II. El mismo delfín, bajo cuya hospitalidad se había celebrado la cena, se mostraba ofendido. Y las gentes, desconocedoras de las razones, quedaron asombradas por la gravedad de los sucesos y, lejos de contrariarse con el navarro, «se atrajo la simpatía general» de la gente hacia él.
Felipe de Navarra, hermano de Carlos II, desafió a Juan II cuando «quiso apoderarse de los feudos del navarro y de los d'Harcourt en Normandía» encontrando gran resistencia. Más aún, la situación se hacía propicia a los intereses ingleses y el duque de Láncaster aprovechó para desembarcar en Cotentin aliándose con Felipe de Navarra y Godefroy d'Harcourt, tío del conde ejecutado.
Por ello continuó actuando y reclamando sus derechos al trono durante toda su vida. Se opuso a los reyes Juan II de Francia y Carlos V y confió en el comerciante parisino Étienne Marcel. 
La firma del Tratado de Pontoise tuvo lugar durante el cautiverio del rey Juan el Bueno en Inglaterra.

## Las negociaciones
Se iniciaron las negociaciones en la ciudad de Pontoise entre los emisarios del delfín Carlos (futuro Carlos V de Francia) regente del Reino de Francia y los de Carlos II de Navarra. El rey de Navarra era un personaje versátil, olvidando a su aliado inglés que había firmado el Tratado de Londres con Juan II el Bueno el 24 de marzo de 1359. Carlos II de Navarra no dudó en negociar con el regente de Francia. El delfín sabía dónde estaban los intereses del reino de Francia y demostró gran sabiduría durante sus negociaciones.

## Las cláusulas
Los dos príncipes lograron llegar a una solución que satisfizo a ambas partes y el tratado se firmó el 21 de agosto de 1359:
- Las fortalezas que poseía antes del estallido de las hostilidades fueron devueltas al rey de Navarra y se le pagaría una anualidad y una compensación en un plazo de cinco años.
- A cambio, el rey de Navarra prometió al regente ser un aliado leal y una vez más le rindió homenaje.